# Jeremi Naumczyk
Jeremi Hubert Naumczyk (ur. 3 listopada 1942) – polski inżynier i chemik, doktor habilitowany nauk technicznych. Specjalizuje się w chemii środowiska oraz technologii wody i ścieków. Profesor nadzwyczajny na Wydziale Instalacji Budowlanych, Hydrotechniki i Inżynierii Środowiska Politechniki Warszawskiej.

## Życiorys
Doktoryzował się w 1975 na podstawie pracy pt. Problemy identyfikacji mikrozanieczyszczeń organicznych w wodach naturalnych, na przykładzie wody wiślanej. Habilitował się w 2002 na podstawie oceny dorobku naukowego i rozprawy Elektroutlenianie zanieczyszczeń w zastosowaniu do oczyszczania ścieków garbarskich. Pracuje jako profesor nadzwyczajny w Zakładzie Informatyki i Badań Jakości Środowiska Wydziału Instalacji Budowlanych, Hydrotechniki i Inżynierii Środowiska Politechniki Warszawskiej. Prowadzi zajęcia m.in. z chemii środowiska oraz procesów chemicznych w oczyszczaniu ścieków.
Współautor podręcznika pt. Laboratorium podstaw chemii (wraz z K. Badowską-Olenderek i J. Czyżewskim, Oficyna Wydawnicza Politechniki Warszawskiej, 2006, ISBN 83-7207-619-7). Artykuły publikował m.in. w takich czasopismach jak: „Ecological Engineering”, „Archives of Environmental Protection”, „Water Research” oraz „Gaz, Woda i Technika Sanitarna”.